# Amphiura kandai
Amphiura kandai is een slangster uit de familie Amphiuridae.
De wetenschappelijke naam van de soort werd in 1942 gepubliceerd door Murakami.